# Frédéric Schœndœrffer

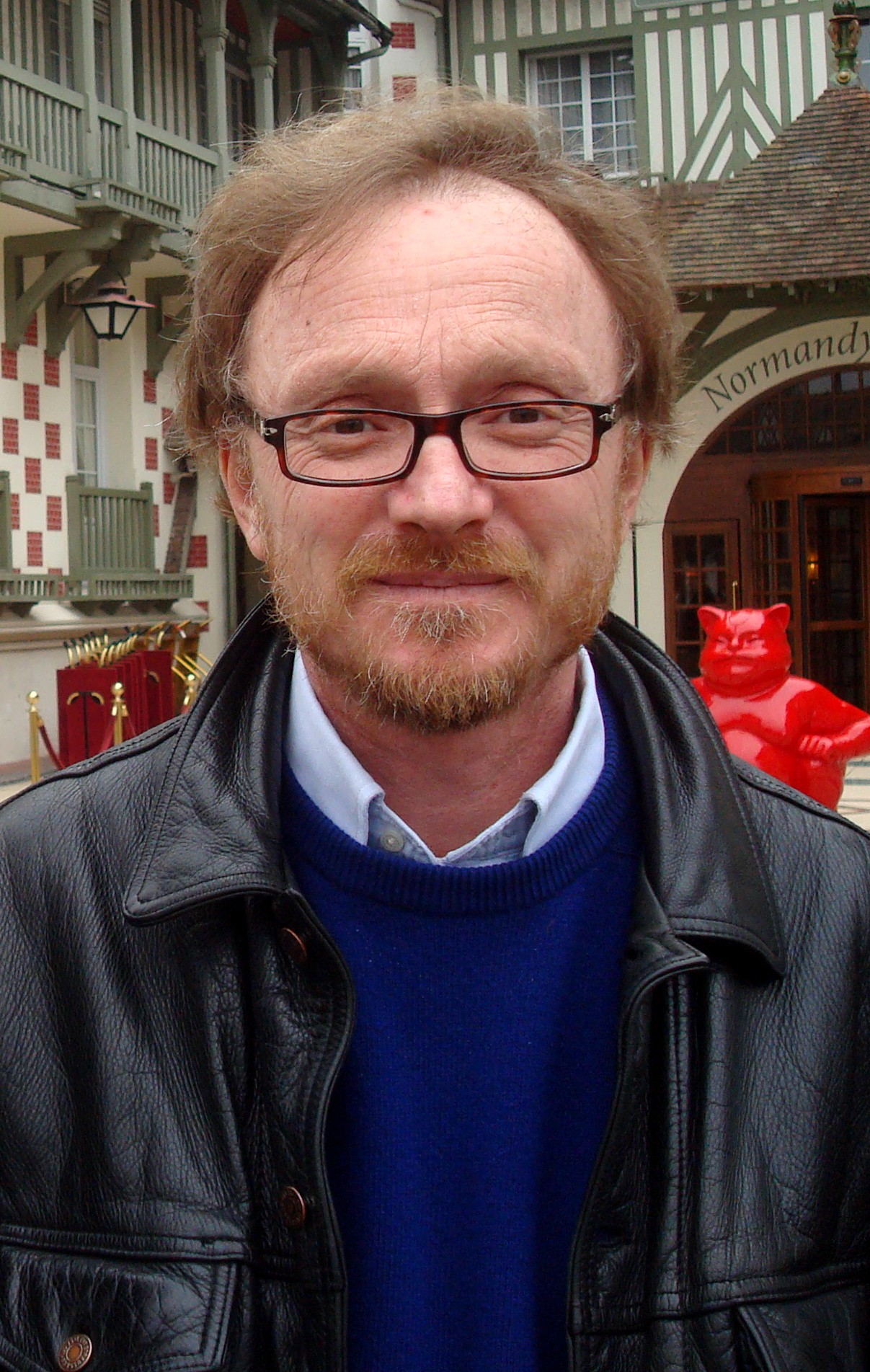
Frédéric Schœndœrffer (2010)

Frédéric Schœndœrffer (* 3. Oktober 1962 in Billancourt, Frankreich) ist ein französischer Filmregisseur und Drehbuchautor.

## Leben
Frédéric Schœndœrffer ist der Sohn des Oscarpreisträgers Pierre Schœndœrffer und Bruder des Schauspielers Ludovic Schœndœrffer. Er ist verheiratet und Vater dreier Kinder. Schœndœrffer fand Anfang der 1980er-Jahre Arbeit in der französischen Filmbranche, so war er unter anderem als Assistent des Produktionsmanagers am Film Emmanuelle 4 beteiligt. Als Regieassistent arbeitete er 1985 für Michel Lang an dessen Komödie Her mit den Jungs. Für seinen Vater arbeitete er 1992 als Regieassistent an dessen Kriegsdrama Diên Biên Phú – Symphonie des Untergangs.
Sein eigenes Regiedebüt gab er im Jahr 2000 mit dem Kriminalfilm Spuren von Blut. Die Geschichte über zwei Kriminalpolizisten, die ein entführtes Mädchen suchen, kam am 15. März 2000 in die französischen Kinos und wurde von 208.755 Zuschauern gesehen. Ein Jahr später erhielt er bei der Verleihung des französischen Filmpreises César eine Nominierung für das Beste Erstlingswerk.

## Filmografie (Auswahl)
- 2000: Spuren von Blut (Scènes de crimes)
- 2004: Agents Secrets – Im Fadenkreuz des Todes (Agents secrets)
- 2007: Crime Insiders (Truands)
- 2011: Switch – Ein mörderischer Tausch (Switch)
- 2014: 96 heures
- 2016: Fast Convoy (Le convoi)
- 2017: Les guerriers de l’ombre (TV)
- 2018–2019: Kepler(s) (TV-Serie, 6 Folgen)